# Shadow of Memories
Shadow of Memories ist ein japanisches Videospiel von Konami aus dem Jahr 2001. Es ist in Deutschland im März 2001 zunächst exklusiv für die PlayStation 2 erschienen. Für die Microsoft Xbox wurde es im September 2002 und für Windows im Februar 2003 veröffentlicht. In den USA erschien der Titel unter dem Namen Shadow of Destiny.

## Handlung
Es ist der 8. April 2001, 14:00, in der altdeutschen Kleinstadt Lebensbaum, die sich in ihrer Gestaltung sehr frei an Rothenburg ob der Tauber anlehnt. Der junge Eike Kusch verlässt gerade sein Lieblingscafé und schlendert die Straße entlang, als er plötzlich von hinten mit einem Messer erstochen wird. Einen Moment später erwacht er plötzlich in einem dunklen und merkwürdigen Raum voller alter antiker Gegenstände und wird von einer mysteriösen Stimme angesprochen. Diese Stimme gehört Homunculus, welcher Eike offenbart, dass er ihm eine Chance geben kann herauszufinden, warum er sterben musste, und dass er ihm die Möglichkeit eröffnen kann, diesen tödlichen Anschlag zu verhindern. Eike willigt nach einigem Zögern ein. Die Stimme erklärt ihm nun, dass er in der Zeit zurückreisen muss, um die Ursache seines Todes zu ergründen und den Tod zu verhindern und damit sein Schicksal zu ändern. Dazu benötigt Eike eine Art Zeitmaschine in Form eines sogenannten Digipads, welches ihm Homunculus zur Verfügung stellt.
Eike wacht plötzlich wieder im Café auf. Es ist abermals 14:00 Uhr, und von nun an muss Eike unter Zeitdruck versuchen, seinem Schicksal zu entkommen und die mysteriösen Umstände seines Todes aufklären. Er kann nun mit dem Digipad eine halbe Stunde in der Zeit zurückreisen, um herauszufinden, warum er getötet wird und wie er es verhindern kann.

### Charaktere
- Eike Kusch: Die Hauptfigur in Shadow of Memories, die unter bizarren Umständen zu Tode kommt. Der blonde Jüngling muss nun herausfinden, was der Grund für seinen Tod und wer dafür verantwortlich ist.

- Dana: Sie arbeitet in dem Café, in dem Eike nach dem Treffen mit Homunculus aufwacht. Eike begegnet ihr später des Öfteren und muss dabei erkennen, dass sie Teil seines Schicksals ist. Sie ist ein sehr starker Charakter, macht sich sehr viele Gedanken und ist interessiert an Eikes merkwürdigen Umständen.

- Margarete: Tochter eines Alchemisten, welche Eike auf seiner Zeitreise ins Mittelalter kennenlernt. Sie interessiert sich sehr für Eike und die Welt, aus der er kommt. Sie möchte ihm helfen und versucht, ihm mit Hinweisen weiterzuhelfen.

- Homunculus: Diese merkwürdig mysteriöse Gestalt gibt Eike sein Leben zurück, damit er herausfinden kann, warum ihn jemand töten wollte. Später offenbart er sich Eike und stellt sich als Homunculus vor. Er hat aber auch noch andere Beweggründe, warum er Eike hilft, und er spielt sein eigenes teuflisches Spiel bei diesen eigenartigen Geschehnissen.

- Eckart Brum: Der Leiter des Museums der Kleinstadt. Auch er hat ein Geheimnis, das sich im Laufe der Geschichte aufklärt und welches in Beziehung zu Eikes Tod steht.

- Außerdem gibt es im Spiel noch einige andere Figuren wie Alfred Brum, Miriam Brum, Sibylla Brum, Dr. Wolfgang Wagner, Margarete Wagner, Hugo Wagner, Helena Wagner und Oleg Franssen, welche Eike auf seiner Reise durch die Zeit trifft. Durch Lösen von Aufgaben, die mit diesen Personen in Verbindung stehen, kann der Spieler das Ende von Shadow of Memories beeinflussen.

## Spielprinzip und Technik
Als Spieler muss man schon zu Beginn des Spiels mit ansehen, wie die Hauptfigur einem brutalen Mord zum Opfer fällt. Man erhält danach nun die Aufgabe, im Laufe des Spiels von Level zu Level herauszufinden, warum Eike sterben musste, und durch Reisen zurück in der Zeit eine Möglichkeit finden, im letzten Augenblick dem Tod zu entkommen und die verschiedenen Rätsel lösen. Die Zeitreisen geben Eike nun die Möglichkeit, die verschiedensten Zeitepochen der Stadt zu besuchen und mit den Hinweisen der Bewohner die einzelnen Puzzleteile zusammenzusetzen und damit dem Tod von der Schippe zu springen.
Das DIGIPAD dient zur Ansteuerung verschiedenster Zeitepochen und wird auch dazu benötigt, so schnell es geht zurück in die Gegenwart zu gelangen. Des Weiteren ist es möglich, mit dem DIGIPAD die Zeit anzuhalten und zu speichern, um das Spiel zu einem späteren Zeitpunkt an derselben Stelle fortsetzen zu können. Um das DIGIPAD einsetzen zu können, benötigt man Energiekugeln, die überall in der Stadt verstreut zu finden sind. Ohne diese Energieeinheiten ist es nicht möglich, in der Zeit zu reisen, was Probleme bereiten kann, wenn man nicht mehr genügend Zeit zum Suchen solcher Kugeln hat.
Der Tod tritt erneut auch während des Spiels unerwartet dann ein, wenn man sich in der Vergangenheit befindet und nicht mehr genügend Zeit zur Verfügung hat, um in die Gegenwart zurückzukehren und seinen Tod zu verhindern. Auch kann es passieren, dass man sich in der Gegenwart befindet und der Mörder zuschlägt, wenn die Zeit zum Lösen des jeweiligen Rätsels abgelaufen ist.
Das Spiel läuft in Echtzeit ab. Das bedeutet, dass eine Uhr auf dem Bildschirm eingeblendet wird, die dem Spieler in real ablaufender Geschwindigkeit jeweils eine halbe Stunde Zeit gibt, Eikes Tod zu verhindern. Wenn man es nicht schafft herauszufinden, wie man überleben kann, fängt die Uhr an zu blinken, und Eike muss nach Ablauf der zur Verfügung gestandenen Zeit erneut sterben.

## Rezeption
Shadow of Memories erhielt vorwiegend positive Bewertungen. Die Rezensionsdatenbank GameRankings aggregiert für die PlayStation-2-Version 41 Rezensionen zu einem Mittelwert von 78 % und für die Windows-Version 15 Rezensionen zu einem Mittelwert von 72 %.
Das Fachmagazin Adventure Gamers ordnete Shadow of Memories 2011 in seiner Liste Top 100 All-Time Adventure Games auf Platz 68 ein.
Für das Spielprinzip, Zeitreisen zu unternehmen, um selbst verursachtes Geschehen oder negative Erlebnisse rückgängig zu machen, prägte der deutsche Informatiker und Ludologe Klaus Peter Jantke anhand des Beispiels Shadow of Memories den international wenig rezipierten Begriff „Time Travel Prevention Game“ (auf Deutsch etwa Zeitreise-Präventionsspiel).